# Martin Bajčičák
Martin Bajčičák (Dolný Kubín, 12 giugno 1976) è un fondista ed ex fondista di corsa in montagna slovacco.

## Biografia
In Coppa del Mondo ha esordito il 13 dicembre 1995 a Brusson (58º) e ha ottenuto la prima vittoria, nonché primo podio, il 12 febbraio 2005 a Reit im Winkl.
In carriera ha preso parte a cinque edizioni dei Giochi olimpici invernali, Nagano 1998 (67º nella 10 km, 28º nella 30 km, non conclude la 50 km, 38º nell'inseguimento, 11º nella staffetta), Salt Lake City 2002 (24º nella 15 km, 32º nella 30 km, 12º nella 50 km, 50º nell'inseguimento), Torino 2006 (28º nella 15 km, 15º nella 50 km, 8º nell'inseguimento, 8º nella sprint a squadre), Vancouver 2010 (23º nella 15 km, non conclude la 50 km, 25º nell'inseguimento, 12º nella staffetta) e Soči 2014 (23º nella 15 km, 14º nella 50 km, 30º nello skiathlon, 17º nella sprint a squadre), e a dieci dei Campionati mondiali (4º nell'inseguimento a Oberstdorf 2005 il miglior risultato).

## Palmarès

### Mondiali juniores di corsa in montagna
- Campione del mondo juniores o U20M di corsa in montagna nel 1994

### Mondiali juniores
- 2 medaglie:
  - 1 argento (10 km ad Asiago 1996)
  - 1 bronzo (30 km ad Asiago 1996)

### Coppa del Mondo
- Miglior piazzamento in classifica generale: 16º nel 2005
- 2 podi (entrambi individuali[1]):
  - 1 vittoria
  - 1 terzo posto

#### Coppa del Mondo - vittorie
| Data             | Località      | Nazione  | Spec.    |
| ---------------- | ------------- | -------- | -------- |
| 12 febbraio 2005 | Reit im Winkl | Germania | 15 km TL |

Legenda:

TL = tecnica libera

#### Coppa del Mondo - competizioni intermedie
- 1 podio di tappa:
  - 1 terzo posto